# Martin Emmer
Martin Emmer (* 1969 in München) ist ein deutscher Kommunikationswissenschaftler. Er ist Gründungsdirektor des Weizenbaum-Instituts für die vernetzte Gesellschaft.

## Leben
Emmer studierte ab 1991 Kommunikationswissenschaft, Politologie und Psychologie an der Ludwig-Maximilians-Universität München und wechselte 1993 an die Freie Universität Berlin, wo er 1997 bei Hans-Jürgen Weiß und Armin Scholl seinen Magister machte.
Anschließend erhielt er eine Stelle als Wissenschaftlicher Mitarbeiter bei Gerhard Vowe an der TU Ilmenau, wo er 2004 summa cum laude promoviert wurde. Seine Dissertation „Politische Mobilisierung durch das Internet?“ wurde mit dem Dissertationspreis 2005 der Commerzbank-Stiftung ausgezeichnet.
Von 2004 bis 2011 war Emmer Wissenschaftlicher Assistent bei Jens Wolling. Nach einigen Lehrstuhlvertretungen ist Emmer seit 2011
an der FU Berlin Professor für Publizistik- und Kommunikationswissenschaft mit dem Schwerpunkt Mediennutzung.

## Veröffentlichungen (Auswahl)
- Emmer, Martin/Strippel, Christian (Hrsg.): Kommunikationspolitik für die digitale Gesellschaft. Berlin 2015, doi:10.17174/dcr.v1.0.
- Emmer, Martin/Filipovic, Alexander/Schmidt, Jan/Stark, Birgit (Hrsg.): Authentizität in der Online-Kommunikation. Juventa, Weinheim 2014.
- Emmer, Martin/Vowe, Gerhard/Wolling, Jens (Hrsg.): Bürger Online. Die Entwicklung der politischen Online-Kommunikation in Deutschland. UVK, Konstanz 2011.
- Emmer, Martin/Seifert, Markus/Wolling, Jens: Politik 2.0? Die Wirkung computervermittelter Kommunikation auf den politischen Prozess. Nomos, Baden-Baden 2010.
- Emmer, Martin: Politische Mobilisierung durch das Internet? Eine kommunikationswissenschaftliche Untersuchung zur Wirkung eines neuen Mediums. Reinhard Fischer, München 2005.